# Доусон Крік (Беліз)
Доусон Крік (англ. Dawson Creek) — річка в окрузі Ориндж-Волк (Беліз). Довжина до 10 км. Свої води несе до Ріо-Нуево (Rio Nuevo) і є її правою притокою.
Річка бере початок на східних рубежах незаселеної частини округу Ориндж-Волк і простує зі сходу на захід. У верхів'ях річище неглибоке з берегами-кручами, протікає в заболочених нетрях і далі вже в'ється поміж кількох менших тропічних озер-боліт. Річка наповнюється кількома місцевими потоками та водами боліт й озер. На її нестійких берегах белізці не селилися, оскільки пойма річки доволі заболочена. Уже з середини своєї течії, річка формує ширший видолинок (інколи шириною в 50 м.), заповнений болотами та старицями, при впадінні до Ріо-Нуево, зокрема в її водоймище Нью-Рівер Лагуну (New River Lagoon), утворює просте гирло. Флора і фауна річки притаманна саме тропічній флорі та фауні.